# P. Henry Dugro

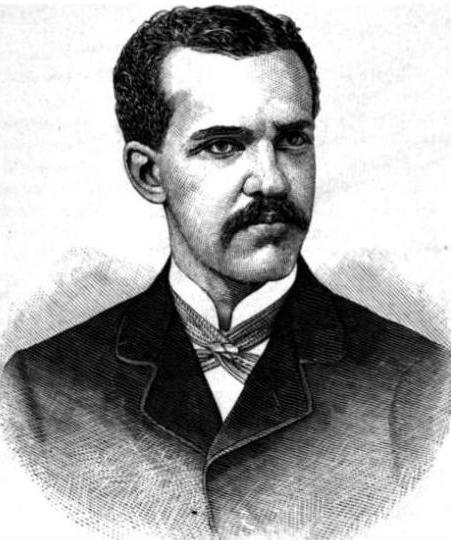
P. Henry Dugro

Philip Henry Dugro (* 3. Oktober 1855 in New York City; † 1. März 1920 ebenda) war ein US-amerikanischer Jurist, Politiker und Hotelier. Zwischen 1881 und 1883 vertrat er den Bundesstaat New York im US-Repräsentantenhaus.

## Werdegang
Philip Henry Dugro wurde ungefähr sechs Jahre vor dem Ausbruch des Bürgerkrieges in New York City geboren und wuchs dort auf. In dieser Zeit besuchte er öffentliche Schulen, graduierte 1876 an der Kunstschule des Columbia College (heute Columbia University) in New York City und 1878 an deren rechtswissenschaftlichen Fakultät. Seine Zulassung als Anwalt erhielt er 1878 und begann dann in New York City zu praktizieren. Im folgenden Jahr saß er in der New York State Assembly. Politisch gehörte er der Demokratischen Partei an.
Bei den Kongresswahlen des Jahres 1880 für den 47. Kongress wurde er im siebten Wahlbezirk von New York in das US-Repräsentantenhaus in Washington, D.C. gewählt, wo er am 4. März 1881 die Nachfolge von Edwin Einstein antrat. Da er auf eine erneute Kandidatur im Jahr 1882 verzichtete, schied er nach dem 3. März 1883 aus dem Kongress aus.
Nach seiner Kongresszeit nahm er in New York City wieder seine Tätigkeit als Anwalt auf und ging auch Immobiliengeschäften nach. 1885 lehnte er den Posten des State Commissioner of Immigration ab. Er war von 1887 bis 1896 Richter am Superior Court von New York County. Zu jener Zeit wurde das Gericht mit dem New York Supreme Court zusammengelegt. Danach war er von 1896 bis zu seinem Tod am 1. März 1920 als beisitzender Richter (associate justice) am Supreme Court tätig.

## Trivia
Dugro war langjähriger Anhänger der demokratischen Tammany Hall und wurde durch Immobilieninvestments wohlhabend.
Am 1. Oktober 1907 eröffnete er das luxuriöse „Hotel Savoy“ an der Fifth Avenue in New York City, welches er besaß und wo er für den Rest seines Lebens wohnte. Es wurde 1920 zum Plaza umbenannt und in den Romanen „Der große Gatsby“ und „Eloise“ sowie in den Filmen „Der unsichtbare Dritte“ und „Kevin – Allein in New York“ dargestellt. Das Plaza wurde 1986 zum National Historic Landmark in Manhattan ernannt.